# Nick Powell
Nicholas Edward „Nick” Powell (ur. 23 marca 1994 w Crewe) – angielski piłkarz występujący na pozycji pomocnika w angielskim klubie Stockport County. W trakcie swojej kariery grał w takich zespołach jak Crewe Alexandra, Manchester United, Leicester City oraz Hull City. W 2011 roku wraz z reprezentacją Anglii do lat 17 zajął miejsca 3.-4. na młodzieżowych Mistrzostwach Europy.

## Statystyki kariery
(aktualne na dzień 12 lipca 2016)
| Klub                  | Sezon              | Liga               | Liga  | Liga   | Puchar Anglii | Puchar Anglii | Puchar Ligi | Puchar Ligi | Europa | Europa | Inne  | Inne   | Ogólnie | Ogólnie |
| Klub                  | Sezon              | Liga               | Mecze | Bramki | Mecze         | Bramki        | Mecze       | Bramki      | Mecze  | Bramki | Mecze | Bramki | Mecze   | Bramki  |
| --------------------- | ------------------ | ------------------ | ----- | ------ | ------------- | ------------- | ----------- | ----------- | ------ | ------ | ----- | ------ | ------- | ------- |
| Crewe Alexandra       | 2010/11            | League Two         | 17    | 0      | 1             | 0             | 0           | 0           | –      | –      | 1     | 0      | 19      | 0       |
| Crewe Alexandra       | 2011/12            | League Two         | 38    | 14     | 1             | 0             | 1           | 0           | –      | –      | 5     | 2      | 45      | 16      |
| Manchester United     | 2012/13            | Premier League     | 2     | 1      | 0             | 0             | 2           | 0           | 2      | 0      | –     | –      | 6       | 1       |
| Wigan Athletic (wyp.) | 2013/14            | Championship       | 32    | 7      | 3             | 2             | 1           | 0           | 6      | 3      | –     | –      | 41      | 12      |
| Manchester United     | 2014/15            | Premier League     | 0     | 0      | 0             | 0             | 1           | 0           | –      | –      | –     | –      | 1       | 0       |
| Leicester City (wyp.) | 2014/15            | Premier League     | 3     | 0      | 0             | 0             | 1           | 0           | –      | –      | –     | –      | 4       | 0       |
| Manchester United     | 2015/16            | Premier League     | 1     | 0      | 0             | 0             | 0           | 0           | 1      | 0      | –     | –      | 2       | 0       |
| Hull City (wyp.)      | 2015/16            | Championship       | 3     | 0      | 2             | 0             | 0           | 0           | –      | –      | –     | –      | 5       | 0       |
| Wigan Athletic        | 2016/17            | Championship       | 0     | 0      | 0             | 0             | 0           | 0           | –      | –      | –     | –      | 0       | 0       |
| Ogólnie w karierze    | Ogólnie w karierze | Ogólnie w karierze | 95    | 22     | 7             | 2             | 6           | 0           | 9      | 3      | 6     | 2      | 122     | 29      |